# جواد توركفيتش
جواد توركفيتش (هانغل: 제바드 투르코비치) هو لاعب كرة قدم كوري جنوبي في مركز الوسط، ولد في 17 يونيو 1972 في بودغوريتسا في الجبل الأسود. شارك مع منتخب كرواتيا لكرة القدم. أما مع النوادي، فقد لعب مع دينامو زغرب ونادي أوسييك ونادي بوسان أي بارك ونادي سونغنام.

## وصلات خارجية
- جواد توركفيتش على موقع اتحاد كرواتيا (الكرواتية)
- جواد توركفيتش على موقع دوري كوريا الجنوبية (الإنجليزية)
- جواد توركفيتش على موقع قاعدة بيانات كرة القدم.إي يو (الإنجليزية)
- جواد توركفيتش على موقع ناشيونال فوتبول تيمز (الإنجليزية)
- جواد توركفيتش على موقع Soccerway.com (الإنجليزية)
- جواد توركفيتش على موقع عالم كرة القدم.نت (الإنجليزية)